# Grand Prix automobile de l'U.M.F.
Le Grand Prix automobile de l'U.M.F. est un Grand Prix pour Formula Libre organisé à deux reprises, au milieu des années 1930 sur l'Autodrome de Linas-Montlhéry par l'Union Motocycliste de France.

Le circuit de Linas-Montlhéry.

## Histoire

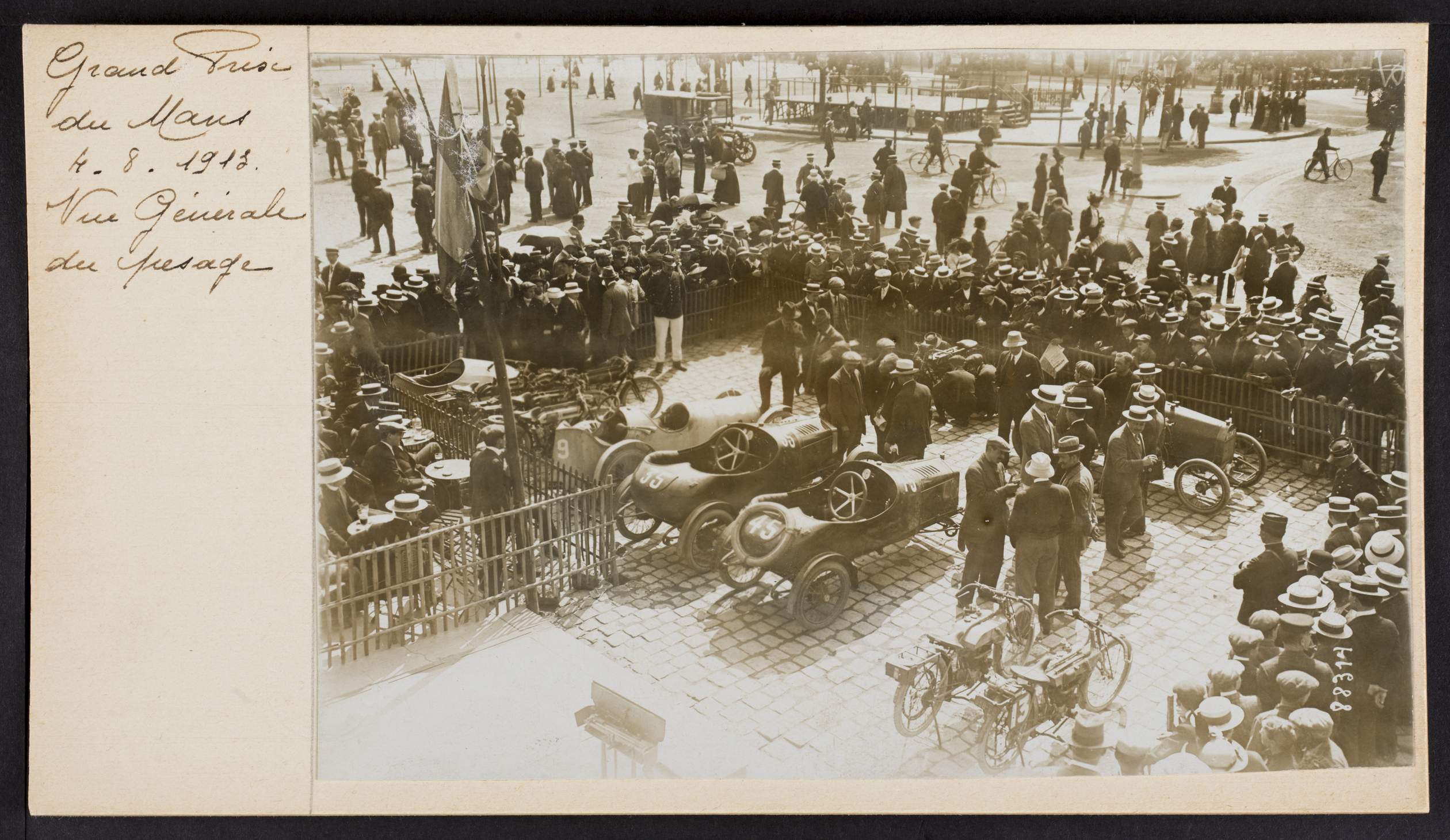
Grand Prix de l'U.M.F. des Cyclecars: pesage le 4 août 1913 au parc du circuit du Mans.

L'U.M.F est fondée le 7 février 1913. Le Chevalier René de Knyff, président de la Commission Sportive de l'Automobile Club de France en devient le premier Président (jusqu'en 1926). En 1937 l'U.M.F. est affiliée au Comité National Olympique, puis en 1946 elle devient la Fédération Française de Motocyclisme (FFM).
Un Grand Prix de l'U.M.F. est organisé en août 1913 au Mans, puis tous les ans de 1920 à 1923 durant la deuxième quinzaine de septembre au même endroit, pour des cyclecars seulement. En 1927, durant le Grand Prix de Boulogne, Arthur Duray alors en fin de carrière gagne le Grand Prix de l'U.M.F. qui est monté pendant la course de Formula Libre, mais pour les cyclecars. En 1934 et 1935, à Montlhéry, les premier et deuxième Grand Prix de l'Union Motocycliste Française sont organisés, désormais exclusivement pour des Formule Libre, au début du mois de septembre puis de celui de juin.
En 1913 la distance est de plus de 270 kilomètres, puis de 1920 à 1923 elle passe de 273 à 397 kilomètres. En 1934 le circuit de 5 kilomètres est à boucler 18 fois, soit 90 kilomètres. En 1935 il passe à 6,3 kilomètres, d'où une distance de 88 kilomètres après 14 tours.

## Palmarès
| Année     | Vainqueur        | Voiture                |
| --------- | ---------------- | ---------------------- |
| 1913      | Alain Muraour    | Ronteix                |
| 1914-1919 | Non disputé      | Non disputé            |
| 1920      | Marcel Violet    | Weler Violet « Major » |
| 1921      | André Lombard    | Salmson AL             |
| 1922      | Robert Benoist   | Salmson VAL            |
| 1923      | Robert Benoist   | Salmson GP             |
| 1924-1926 | Non disputé      | Non disputé            |
| 1927      | Arthur Duray     | Amilcar C6             |
| 1928-1933 | Non disputé      | Non disputé            |
| 1934      | Benoît Falchetto | Maserati 8CM           |
| 1935      | Raymond Sommer   | Alfa Romeo Tipo B      |

(en gris les saisons de Formula libre)

## Galerie de photographies

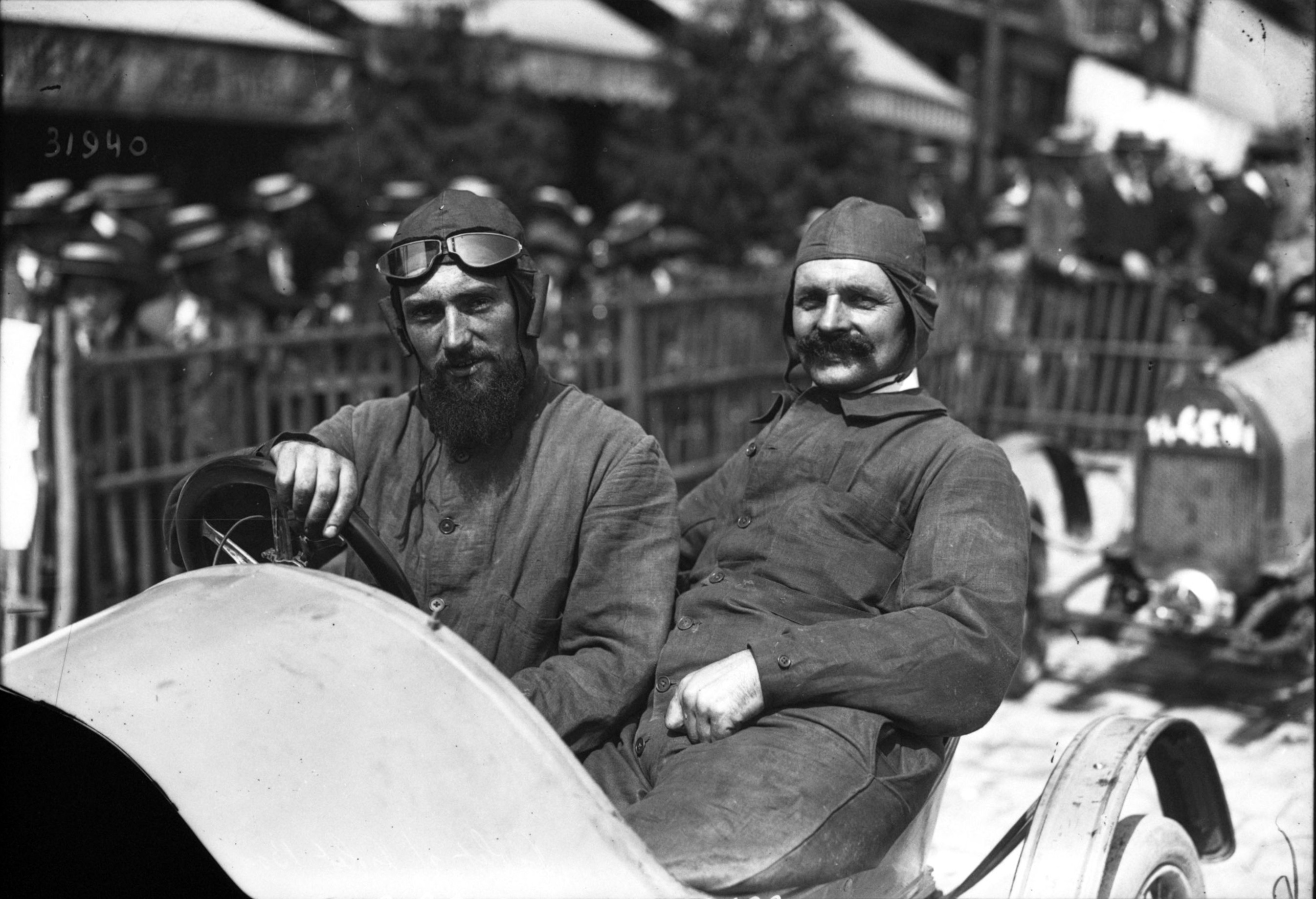
Grand Prix de l'U.M.F. 1913 au Mans : Marcel Violet et son mécanicien, futurs deuxièmes sur Violet-Bogey.
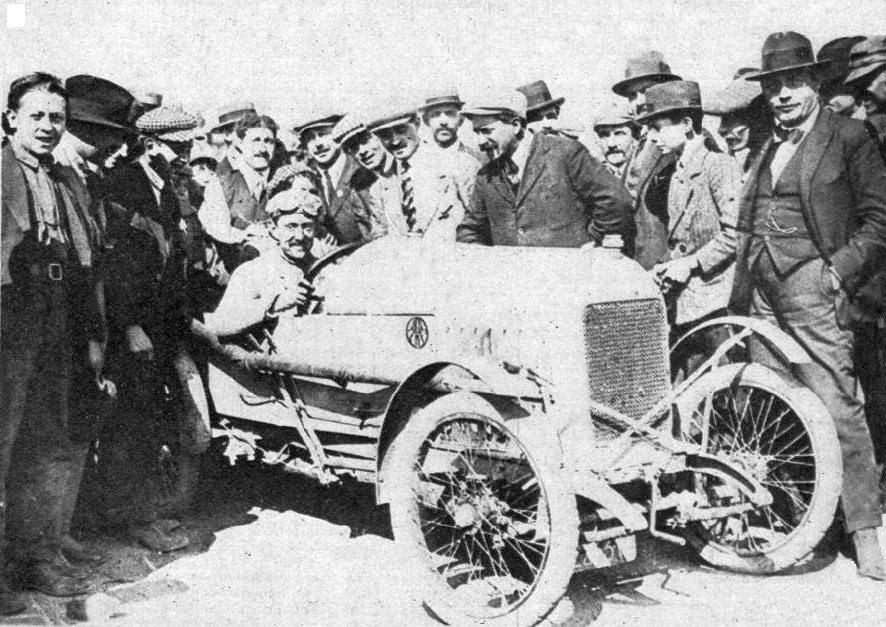
Marcel Violet, vainqueur du 2e Grand Prix de l'U.M.F. cyclecar au Mans en 1920, sur Weler Violet Major.
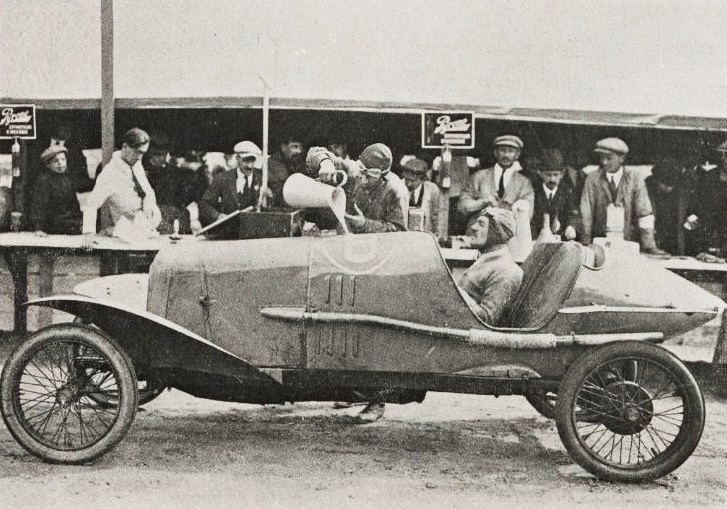
André Lombard sur Salmson, futur vainqueur du Grand Prix de l'U.M.F. Cyclecars 1921 après son ravitaillement en eau.
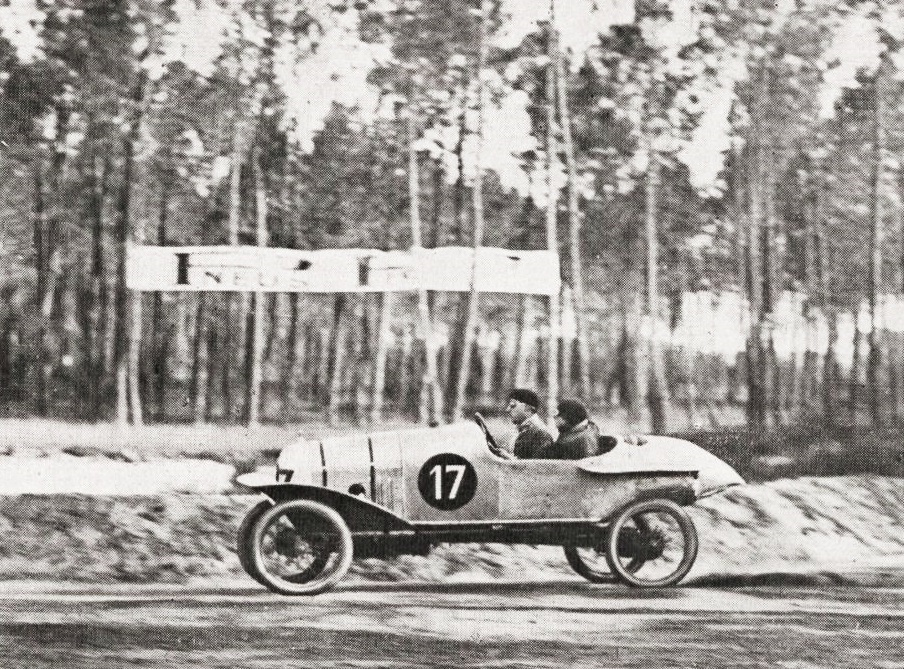
Gérard de Courcelles sur Hinstin au Grand Prix de l'U.M.F. Cyclecars 1921.
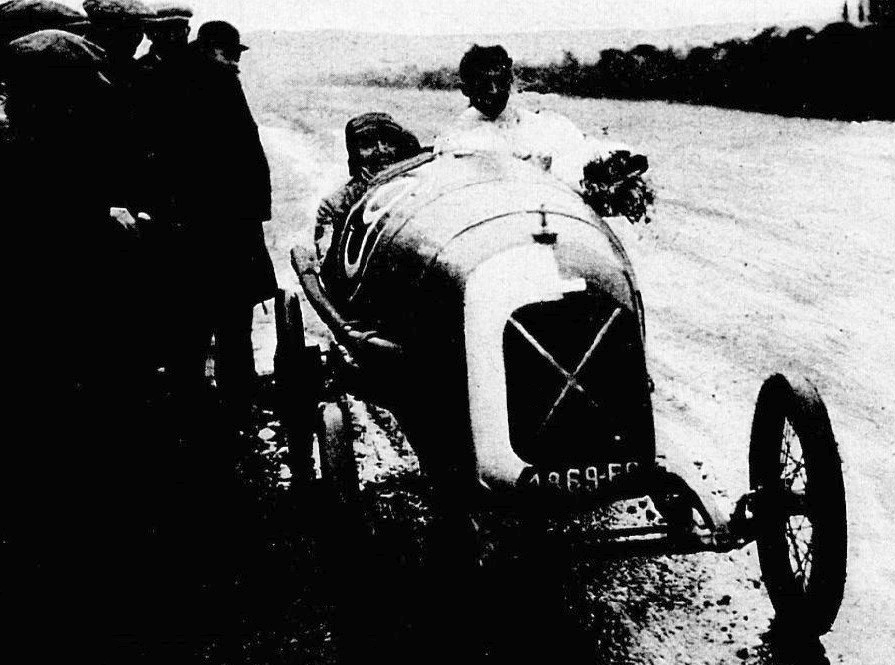
Robert Benoist vainqueur du Grand Prix automobile de l'U.M.F. Cyclecars au Mans en 1922, sur Salmson VAL.
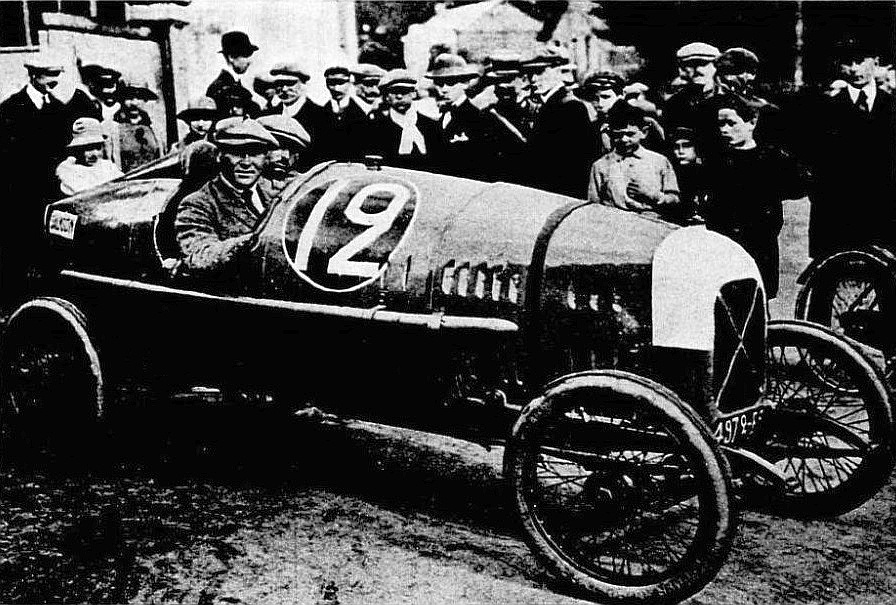
Lucien Desvaux, deuxième du Grand Prix automobile de l'U.M.F. Cyclecars au Mans en 1922 sur Salmson VAL.
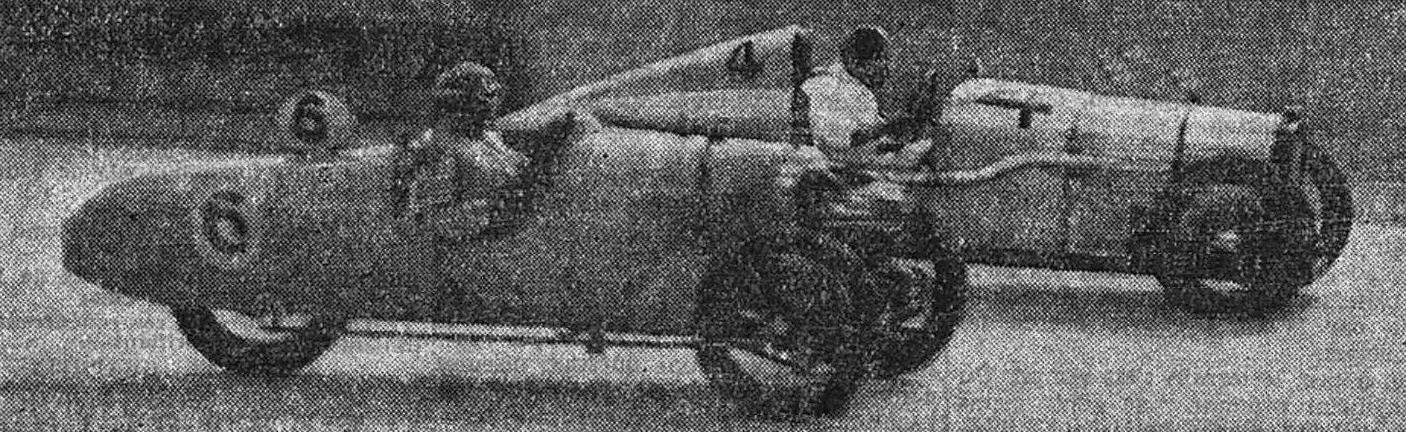
Concurrents du Grand Prix de l'U.M.F. 1934 (cyclecars).
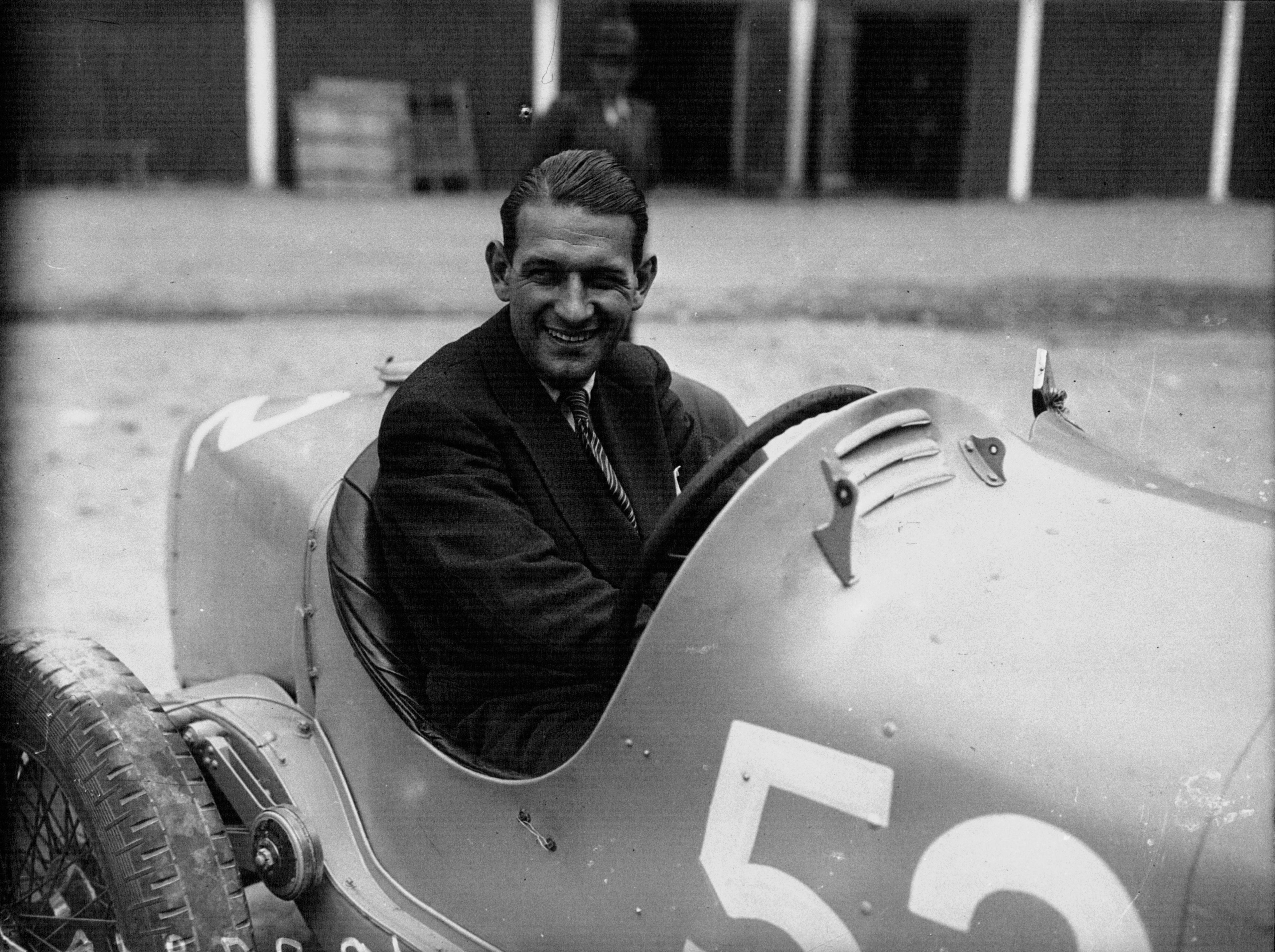
Raymond Sommer à Montlhéry sur une Alfa Romeo Monza 2,3 l (ici donc deux ans plus tôt, en 1933).

## À noter
- Le Grand Prix de l'U.M.F. motos est remporté en 1924, 1925, 1927 et 1929 par le constructeur Monet-Goyon, avec sa « ZS » à moteur Villiers de 175 cm3 (à double échappement). En 1935 il en est à sa dix-septième édition.